# Yquebeuf
Yquebeuf é uma comuna francesa na região administrativa da Normandia, no departamento de Sena Marítimo. Estende-se por uma área de 6,59 km². Em 2010 a comuna tinha 247 habitantes (densidade: 37,5 hab./km²).